# Afrodite Sosandra
L'Afrodite Sosandra ("che salva gli uomini") è una scultura greca del 460 a.C. circa, realizzata dallo scultore Calamide in bronzo. Oggi è nota solo da copie marmoree dell'epoca romana, tra cui la migliore è probabilmente quella al Museo archeologico nazionale di Napoli, databile al II secolo d.C.

## Storia

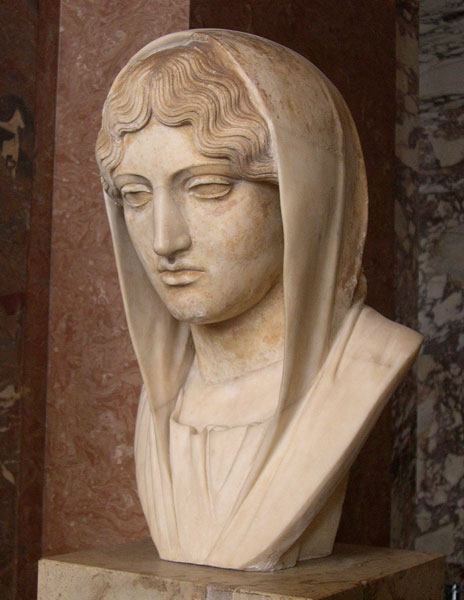
Testa dellAfrodite Sosandra (II secolo) del Museo del Louvre

Lo scrittore Luciano di Samosata ricordò la statua precisando che era collocata all'ingresso dei Propilei dell'Acropoli di Atene, sottolineandone il sorriso "puro e venerando": 
(Luciano di Samosata. Le immagini. Traduzione di Luigi Settembrini)
Dell'opera si conoscono una ventina di copie marmoree di età romana, tra cui corpo senza testa e un busto al Louvre, una testa conservata presso la collezione archeologica dell'Università di Pavia, nonché un frammento della testa all'Antiquarium del Palatino a Roma. La statua napoletana, tra le migliori, fu rinvenuta a Baia ed è a uno stadio semicompleto: non ne venne fatta la politura. Un'altra si trova a Pompei (terme Stabiane), un'altra ancora è conservata al Pergamonmuseum di Berlino.

## Descrizione e stile
La dea Afrodite è rappresentata avvolta da un mantello, compresa la testa, che ricade con pieghe studiate, mentre ai piedi si vede un lembo della setosa veste sottostante, con pieghe più fini, dalla quale sporgono i calzari. Si tratta di uno degli esempi più famosi della scultura greca dello stile severo, che qui si declina in una compostezza dell'espressione del viso e soprattutto nel panno che chiude tutta la figura celandone completamente l'anatomia e lasciando alla luce la possibilità di scivolare morbidamente sugli ampi piani del tessuto.
Del bel volto ovale il Lanzi sottolineò "la verecondia e il sorriso". Le stesse fonti antiche ne ricordano il pudore e la purezza dello sguardo, rivelando, per la prima volta, un'introspezione psicologica.